# Nazca (série télévisée d'animation)
Pour les articles homonymes, voir Nazca.
Nazca (時空転抄ナスカ, Jikū Tenshō Nazca) est une série animée en douze épisodes de 25 minutes produite par Sunrise, réalisée par Tokita Hiroko et écrite par Tsunehisa Ito et Hiroko Tokita diffusé entre le 6 avril 1998 au 29 juin 1998 sur TV Tokyo.
En France, elle a été diffusée à partir de septembre 2000 sur Game One.

## Trame et personnages
L'histoire relate la vie d'individus japonais normaux qui bascule quand ils apprennent être la réincarnation d'anciens guerriers Inca.
Miura Kyoji est un étudiant japonais sans problème, pacifique et moderne, il est passionné par la pratique du kendo. Il est la réincarnation de Bilka qui a empêché le guerrier Yawaru de détruire l'humanité avec une arme puissante.
Tate Masanari, maître (enseignant) et ami de Kyoji, est en fait le guerrier réincarné, nommé Incan Yawaru, qui veut détruire le monde pour le purifier. Tate peut devenir un monstre sans scrupule dès que l'âme du guerrier Yawaru s'éveille en lui. Pris par le désir de trouver l'arme mystique pour détruire l'humanité, Tate n'hésitera pas un instant à tenter de tuer son ancien ami Kyoji qui veut l'arrêter. L'histoire est sur le point de se répéter quand Kyoji découvre que Tate veut détruire le monde. Kyoji doit maintenant trouver les secrets liés à son passé, afin de contrer la menace que représente Tate et sauver l'avenir de l'humanité.
Kiritake Yuka, est la fiancée de Tate. Elle se révélera être la prêtresse Akurya, promise en mariage au cruel Yawaru, alors qu'elle avait des sentiments pour Bilka.

## Épisodes
1. L'éveil
2. Rencontre sur les Andes
3. L'appel des Hommes-âmes
4. Les larmes, et puis l'adieu
5. Irra Tezze
6. Combat dans la ville morte
7. La lumière du passé
8. La terre promise
9. La lumière qui chasse les ténèbres
10. Au-delà de la lumière
11. Vers la montagne du destin
12. Et puis... l'avenir !

## Repères

### Culturels
- On peut noter que deux extraits de la série apparaissent dans le générique de la série Malcolm In The Middle[1],[2].
- La musique d'ouverture de la série, Ai no Fugue, est très largement inspirée de la fugue en sol mineur, BWV 578 de Johann Sebastian Bach.
- De même, le thème principal de la piste Kuuchuu Shinden a été emprunté à la Symphonie du Nouveau Monde d'Antonín Dvořák.

### Historiques
- Les Géoglyphes de Nazca n'ont pas été tracés lors de la période Inca, mais au cours de la civilisation Nazca.
- Le couteau cérémoniel Ylia Tesse représentant le Tumi est lié à la culture lambayeque même si quelques exemplaires retrouvés étaient utilisés par les Incas et la culture chimú.